# 板桥杂记
《板桥杂记》，清余懷（1616年－1695年）作於康熙三十二年（1693年）的短篇筆記，追憶南京舊院一帶的種種舊事，以風月寄情於亡國之恨。全書分上、中、下，共三卷。

## 內容
《板桥杂记》是余懷晚年作品，當時作者本人年近八十，盡管申甲國變後已近半世紀，余氏仍維持遺民身份追憶舊日繁華。板橋是指秦淮河南岸的長板橋，橋西為名妓雲集之地，即舊院。舊院與貢院隔橋相望，赴考的士子可以方便與歌妓尋芳問柳。即便當時明末崇禎朝已是內憂外患，惟東南無事，秦淮河沿岸更是歌舞昇平。東林黨與復社士子好聚會於秦淮河，攜妓流連忘返。這時垂垂老矣的余懷不禁感嘆：“一代之興衰，千秋之感慨所寄，而非徒狎邪之是述，艷冶是傳也”。

## 目錄
- 上卷 雅游。描写晚明金陵秦淮河畔的梨园、秦淮河灯船、妓院等。
- 中卷 丽品。描写包括尹春、李十娘、顾媚、董小宛、李香、寇湄等秦淮群艳。
- 下卷 佚事。描写舊院逸事。

## 評價
鲁迅在《中国小说史略》中写道：“唐人登科之后，多作冶游，习俗相沿，以为佳话……自明至清，作者尤夥，清余怀之《板桥杂记》尤有名。”
清人珠泉居士的《續板橋雜記》與清末金嗣芬的《板橋雜記補》是其仿作。